# 秘魯雍伽暖谷
秘魯雍伽暖谷是位於秘魯的熱帶和亞熱帶濕性闊葉林生態區域，在秘魯安地斯山脈的東坡和山谷中，形成了東部較低海拔的亞馬遜西南常綠闊葉林和烏卡亞利常綠闊葉林與西部較高海拔的中部安地斯高山荒原和濕高山荒原之間的過渡區。